# 高士威道

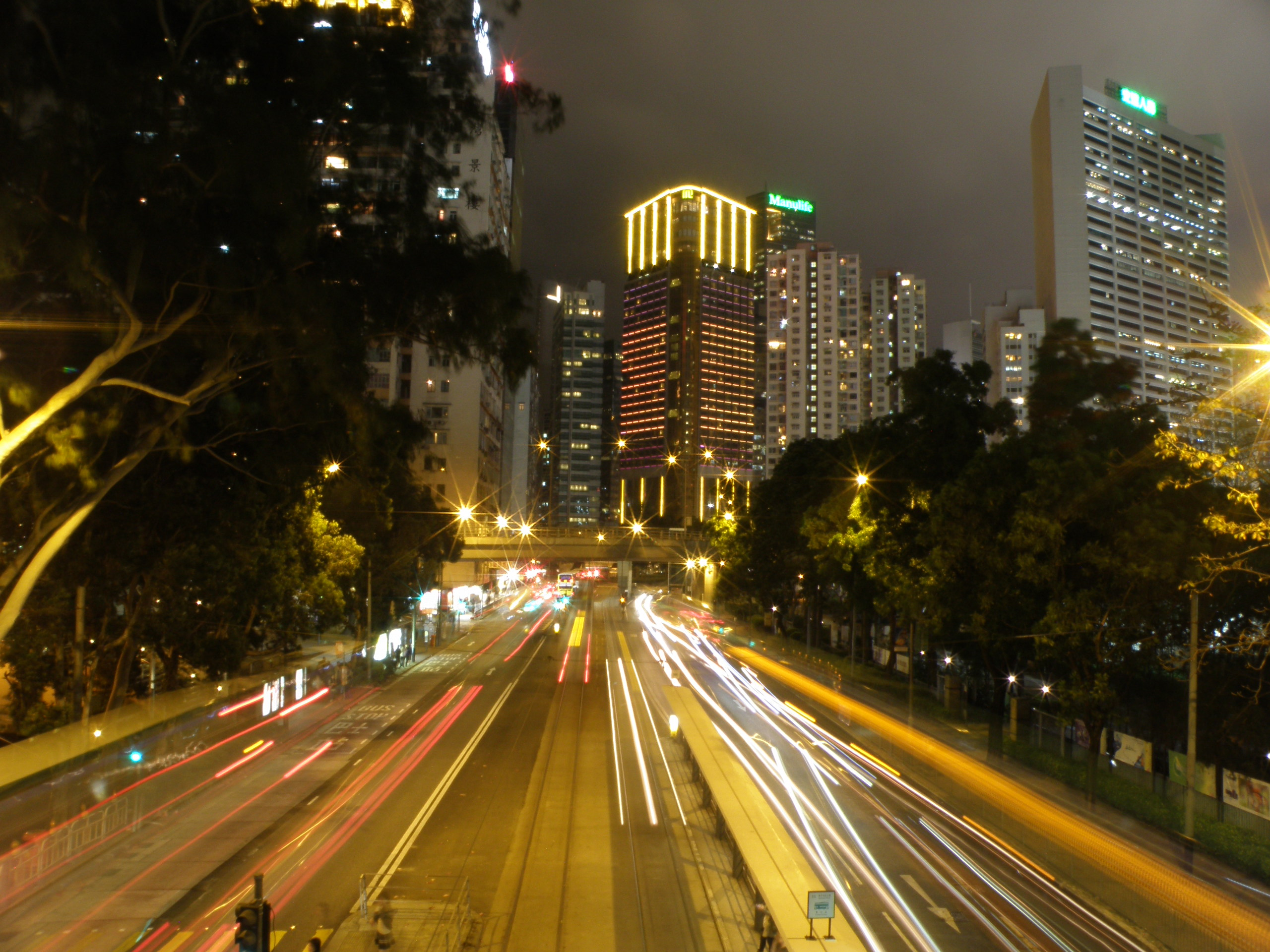
高士威道夜景（中段向西南望）

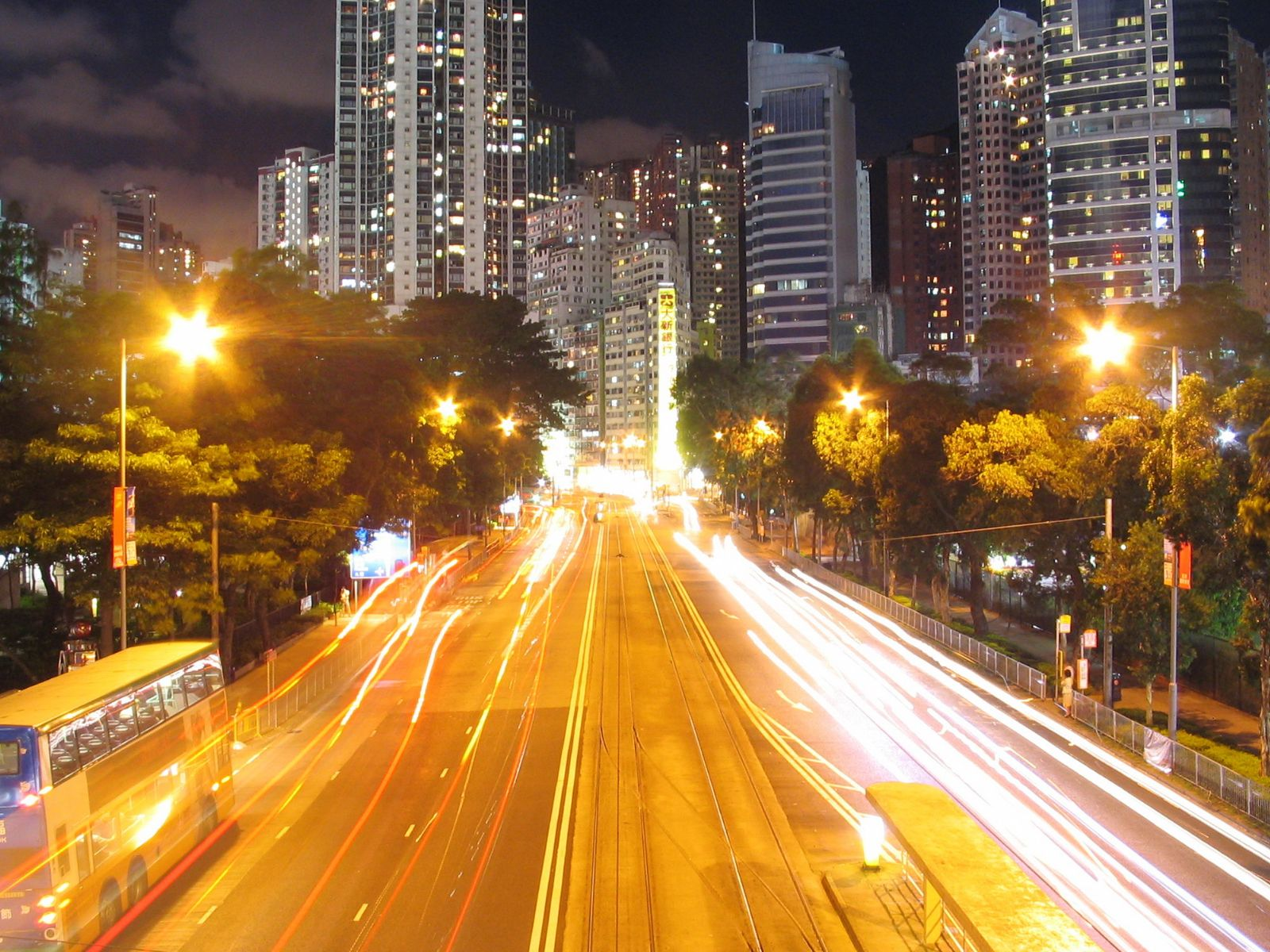
高士威道夜景（中段向東北望）

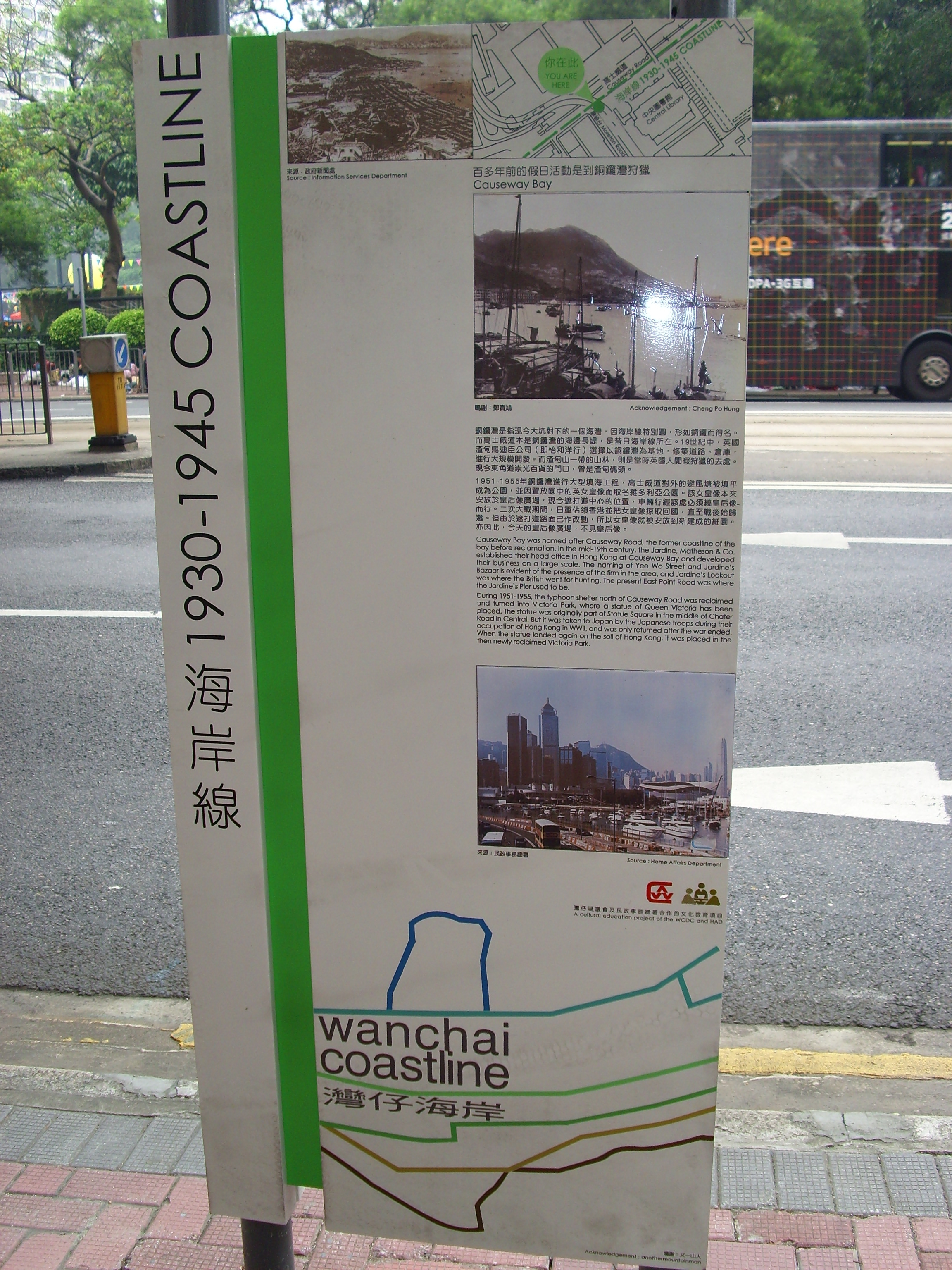
位於高士威道上的灣仔海岸線歷史徑指示牌

高士威道（英語：Causeway Road，意思為「堤路道」），是香港灣仔區的一條主要道路，位於香港島天后，西接怡和街，東接英皇道，長約530米。

## 歷史
香港開埠之初，高士威道只為一條用石塊砌成的石堤路，而當時連接海灣兩端的正式道路則為銅鑼灣道。1883年，香港政府於銅鑼灣填海，並重新建造石堤。石堤上的道路被命名為高士威道。「高士威」是英文Causeway的粵語譯音，意思為堤路，銅鑼灣道的英文名反而被音譯為 Tung Lo Wan Road，幸而兩條街道最接近的距離只有幾公尺的路口。 而當時的高士威道處於海邊，而電車則在堤邊行駛。香港日佔時期，高士威道曾被改名為「冰川通」。到了1951年，高士威道以北的海面被填，成為今日的維多利亞公園。

## 事件
2009年7月1日，香港島舉行七一遊行期間，在下午，遊行人士與警方因放行問題而發生衝突，遊行人士最後合力衝潰警方防線，佔領高士威道所有行車線，繼續遊行。

## 沿路著名地點
- 香港中央圖書館
- 維多利亞公園
- 皇仁書院
- 銅鑼灣運動場
- 火龍徑（前大坑明渠）

## 交匯道路
- 英皇道
- 銅鑼灣道
- 興發街
- 摩頓臺
- 信德街
- 銅鑼灣道
- 伊榮街
- 禮頓道
- 怡和街

## 實景
- 前大坑明渠為高士威道來往大坑的捷徑
- 火龍徑
- 銅鑼灣運動場外的巴士站
- 銅鑼灣運動場